# 7 Tauri
7 Tauri är en misstänkt variabel i stjärnbilden  Oxen. 
Stjärnan varierar mellan visuell magnitud +5,92 och 5,96 utan någon fastställd periodicitet.